# WinRed
WinRed ist eine amerikanische Fundraising-Plattform der Republikanischen Partei. Sie wurde 2019 gestartet, um mit dem Erfolg der Demokratischen Partei beim Online-Fundraising mit deren Plattform ActBlue mitzuhalten. WinRed wurde unter anderem von Donald Trump während des Präsidentschaftswahlkampfs 2020 genutzt.

## Umsatz
Bereits 15 Monate nach Start hatte WinRed eine Milliarde US-Dollar an Spenden gesammelt, dabei betrug eine durchschnittliche Spende 47 Dollar. Mittlerweile wurden über die Plattform Spendengelder in Höhe von über zwei Milliarden US-Dollar abgewickelt. Für jede abgewickelte Spende behält WinRed 30 US-Cent und zusätzlich 3,8 % der Spendensumme ein.

## Kritik
Am 3. April 2021 kritisierte die New York Times WinRed und das Wahlkampfteam von Donald Trump, unfaire Fundraising-Strategien eingesetzt zu haben. So seien Spender durch vorausgewählte Checkboxen unwissentlich dazu verleitet worden, deutlich mehr zu spenden, als ursprünglich beabsichtigt. Insgesamt erstattete WinRed 122 Millionen US-Dollar wieder zurück, was 10,7 % der gesamten Spendensumme entspricht. Da die Gelder teilweise erst nach dem Wahlkampf zurückerstattet worden seien, handle es sich um eine Art zinslosen Kredit. Im Vergleich erstattete die Biden-Kampagne 21 Millionen US-Dollar zurück, also etwa 2,2 % der Spenden.